# レベッカ・リン・ハワード
レベッカ・リン・ハワード（英語: Rebecca Lynn Howard, 1979年4月24日 - ）は、アメリカ合衆国のカントリー・ミュージック・アーティスト。ケンタッキー州サリアーズヴィル生まれ。『ビルボード』誌のカントリー・チャートに7曲がランクイン、3枚のアルバムを発表している。最もヒットした曲は2002年にリリースした "Forgive" で、カントリー・チャート第12位となった。

## 経歴
1997年から音楽のキャリアが始まり、ジョン・マイケル・モンゴメリー、ジェシカ・アンドリューズ、ライラ・マッキャンなどのアルバム曲の作曲に携わった。テネシー州ナッシュビルのライジング・タイド・レコードと契約したが、1998年3月に間もなく閉鎖となった。
MCAナッシュビルと契約し、2000年に自らの名を冠したデビュー・アルバム『Rebecca Lynn Howard』を発表。『ビルボード』誌のカントリー・チャートにランクインしたシングル曲 "When My Dreams Come True", "Out Here in the Water", "I Don't Paint Myself into Corners" が収録されている。
2001年、ジム・ブリックマンとのデュエット曲 "Simple Things" を発表。
2002年終盤、アルバム『Forgive』を発表。彼女にとって唯一トップ40にランクインし、第12位となったタイトル曲 "Forgive" が収録されている。このアルバムからのシングル曲はこの曲のみである。2003年、シングル "What a Shame" が第43位、"I Need a Vacation" が第49位となった。どちらもアルバムとしては発表されていない。
2005年までにアリスタ・ナッシュビルへ移籍し、第48位となった "No One'll Ever Love Me" とランク圏外の "That's Why I Hate Pontiacs"の2枚のシングルを発表したが、アルバム『Alive and Well』（仮題）は未発表のままである。2006年、トビー・キースが共同創立者の1人になったショウ・ドッグ・ナッシュビルでシングル "Soon" を発表するが、この曲はアルバムには収録されていない。
2008年、3枚目のアルバム『No Rules』がサワロ・ロード・レコーズ (Saguaro Road Records) から発表された。